# Chiesa di Santa Giustina (Lova)
La chiesa di Santa Giustina è la parrocchiale di Lova, frazione del comune di Campagna Lupia, in città metropolitana di Venezia e diocesi di Padova; fa parte del vicariato di Campagna Lupia.

## Storia

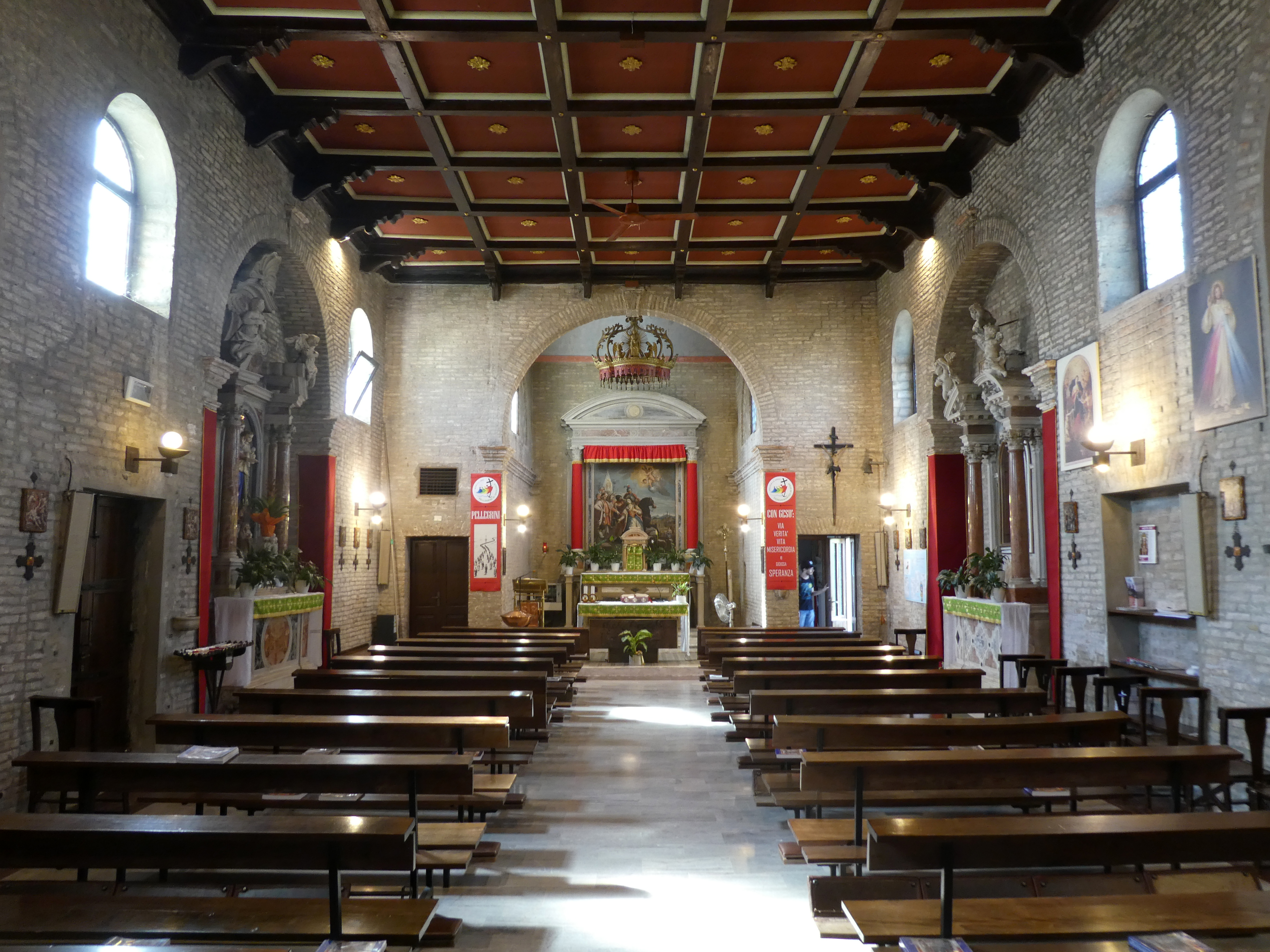
Interno

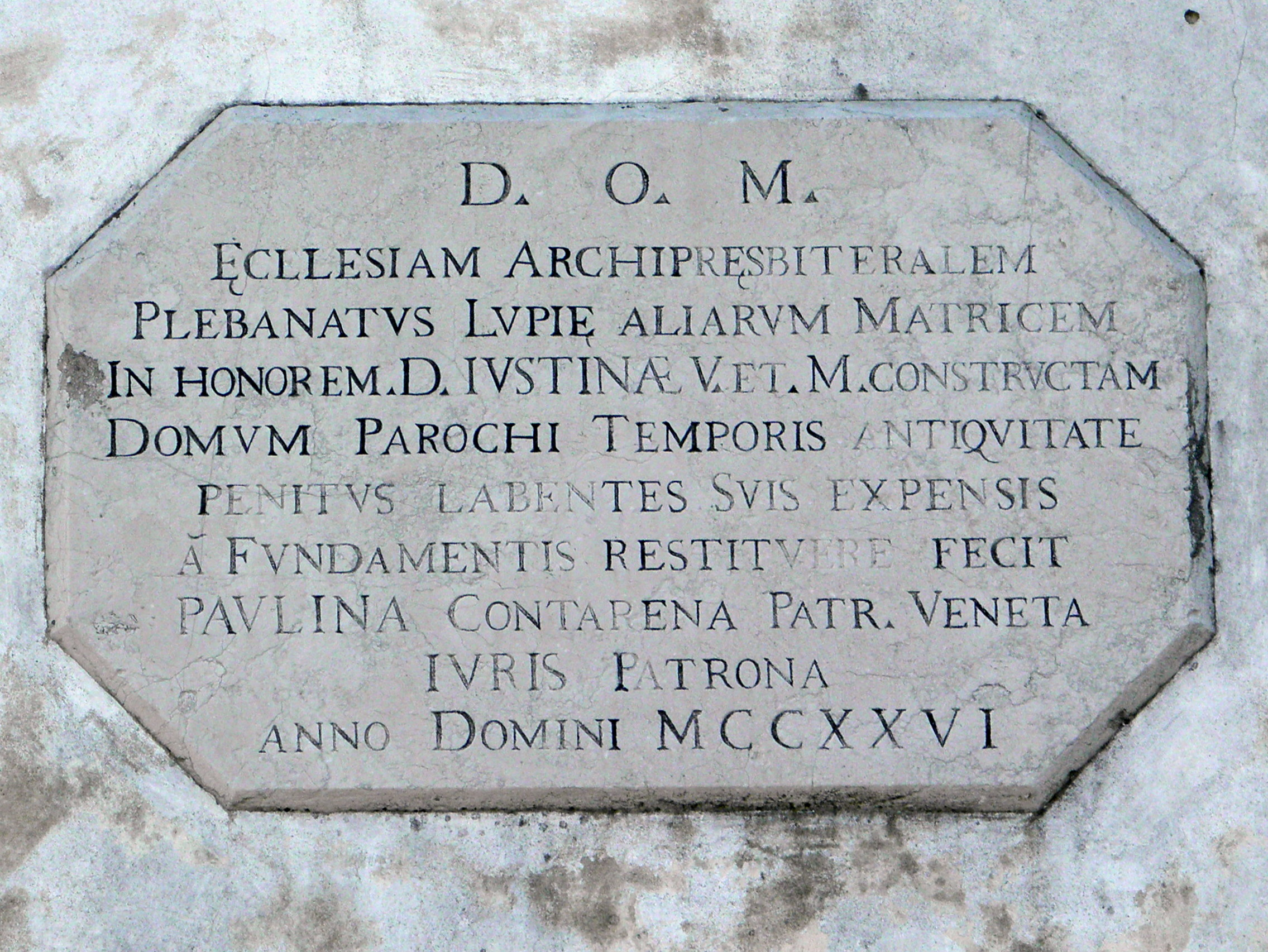
Lapide che ricorda la riedificazione del 1226

Si sa che nell'897 il paese di Lova venne donato da re Berengario I all'allora vescovo della Diocesi di Padova. da quel momento Lova divenne sede di una pieve, che aveva come filiali le chiese di Prozzolo e di Campagna. Nel 1226 la pieve venne riedificata in stile romanico. La dedicazione a Santa Giustina di Padova compare nella decima del 1297. Nel 1489, in seguito alla distruzione della pieve, il vescovo di Padova trasferì la parrocchialità alla chiesa di San Pietro di Campagna. La chiesa fu probabilmente ricostruita nel XVI secolo, dato che nel 1588, come testimoniato dal resoconto di una visita pastorale, la cura d'anime risultava ristabilita.
Si sa che, nella seconda metà del XVII secolo, la chiesa versava in pessime condizioni ed era priva di tetto da una ventina d'anni.
L'attuale chiesa di Lova venne rifatta all'inizio del XIX secolo. Nel 1929 Lova diventò curazia autonoma e, nel 1950, sede parrocchiale.